# Siasi
Siasi é um município de  segunda classe de renda municipal (d) na província Sulu, nas Filipinas. De acordo com o censo de 1 de maio  de  2020 possui uma população de 81 689 pessoas e 14 464 domicílios.